# Almedina Šišić
Almedina Šišić (* 2. Februar 2006 in Scheibbs) ist eine österreichische Fußballspielerin.
Die Offensiv-Allrounderin steht seit der Saison 2021/22 bei der Spielgemeinschaft Union Kleinmünchen / FC Blau-Weiß Linz unter Vertrag, nachdem sie bereits in der Spielzeit davor als Leihspieler bei der Union Kleinmünchen gespielt hatte.

## Karriere

### Vereine
Almedina Šišić begann ihre sportliche Laufbahn 2013 bei der Sportvereinigung Purgstall in Purgstall in Niederösterreich. Im Sommer 2020 wechselte sie auf Leihbasis zur Union Kleinmünchen Linz und im darauffolgenden Sommer zur neugegründeten Spielgemeinschaft Union Kleinmünchen / FC Blau-Weiß Linz, bei der sie sich in der Saison 2021/22 mit 19 Treffern bei 22 Ligaeinsätzen maßgeblich am Meistertitel in der 2. Frauenbundesliga und dem Aufstieg in die höchste Frauenliga beteiligte. Für ihre hervorragenden Leistungen wurde sie am Ende der Saison 2021/22 zur „Spielerin der Saison in der 2. Frauenbundesliga“ geehrt.
Neben ihrer Bundesligalaufbahn absolviert Šišić aktuell (Stand 13. Dezember 2023) die Frauenfußballakademie Oberösterreich (FFAOÖ).

### Nationalmannschaft
Am 26. März 2022 debütierte Šišić als Nationalspielerin für die U17-Nationalmannschaft, die in Pristina mit 6:0 über die U17-Nationalmannschaft des Kosovos siegte.
Seit Sommer 2023 wurde sie zweimal von Johannes Spilka für das U19- sowie einmal für das U20-Nationalteam berufen.
Als bisheriger Höhepunkt ihrer Länderspielkarriere zählt der 6:0-Sieg im U20 WM-Play-off über die U20-Nationalmannschaft Islands. Damit gehörte sie zur Nachwuchsnationalmannschaft, die sich erstmals für die U20-Weltmeisterschaft (2024) qualifizierte.

## Erfolge
- Meister 2. Frauenbundesliga: 2021/22
- Spielerin der Saison in der 2. Frauenbundesliga: 2021/22